# Đảo Chị Em
Đảo Chị Em, hay đảo Tỷ Muội, là hai trong số các đảo nằm ở phía nam của Singapore. Đảo nằm về phía nam đảo chính của Singapore, ngoài khơi eo biển Singapore. Đảo Chị, theo tiếng Mã Lai gọi là (Pulau) Subar Laut (nghĩa là biển trù phú, pulau là đảo), nằm hướng ra biển, có diện tích khoảng 39,000 mét vuông (0,009637 mẫu Anh). Đảo Em, trong tiếng Mã Lai gọi là (Pulau) Subar Darat (nghĩa là đất màu mỡ, pulau là đảo), nằm hướng về đảo chính của Singapore, với diện tích khoảng 17,000 m2 (0,004201 mẫu Anh).

## Truyền thuyết
Theo truyền thuyết, có 2 chị em nọ rất gắn bó với nhau, không bao giờ tách rời. Thậm chí, họ còn thề nguyền nếu có kết hôn, họ sẽ cưới một cặp anh em để được cùng sống bên nhau mãi mãi. Một ngày nọ, một người bị cướp biển bắt đi, người còn lại bơi đuổi theo trong tuyệt vọng, cuối cùng bị chết đuối. Người bị bắt đi, vì quá đau lòng nên cũng nhảy xuống biển tự sát. Ngày hôm sau, dân làng thấy có 2 hòn đảo nổi lên cạnh nhau, từ đó họ gọi 2 đảo này là đảo Chị Em.
Ngăn giữa hai đảo là một con kênh hẹp được những người đi dã ngoại rất ưa thích vì ở đây có bóng cây cọ râm mát, có chòi hóng gió trên bờ biển.